# Winsor Harmon
Winsor Harmon, född 22 november 1963 i Crowley, Louisiana, är en amerikansk skådespelare mest känd för rollen som Thorne Forrester i Glamour.
Harmon föddes i Louisiana men växte upp i Texas där han kom in på universitetet tack vare ett fotbollsstipendium.
Han är gift med Deanna Eve Lindstrom sedan 18 juli 2001 och har tillsammans med henne sonen Winsor Harmon IV (född den 10 maj 2003) och styvdotter August (Deannas dotter). Dessutom har han dotter Jade från tidigare förhållandet. Han var tidigare gift med Candice, mellan 1996 och 1998. 
Winsor tog över rollen som Thorne Forrester i Glamour efter att Jeff Trachta lämnade serien 1996. Innan Winsor började i Glamour spelade han Del Henry i såpoperan "All My Children" men han började som skådespelare i reklamfilmer.